# Li Ju
Pour les articles homonymes, voir Li.
Dans ce nom chinois, le nom de famille, Li, précède le nom personnel Ju.
Li Ju (en chinois 李菊, née le 22 janvier 1976 à Nantong) est une pongiste chinoise, championne du monde en double en 1999 et 2001 avec sa compatriote Wang Nan.
Elle a remporté l'Open de Chine ITTF en double en 2003, année où elle a été demi-finaliste des Championnats du monde de tennis de table.
Elle a remporté la médaille d'argent en individuel et la médaille d'or en double lors des Jeux olympiques de Sydney en 2000.